# Angiolipome
 (novembre 2023).
Si vous disposez d'ouvrages ou d'articles de référence ou si vous connaissez des sites web de qualité traitant du thème abordé ici, merci de compléter l'article en donnant les références utiles à sa vérifiabilité et en les liant à la section « Notes et références ».
L’angiolipome est une tumeur bénigne des tissus mous associant du tissu adipeux et des vaisseaux capillaires.

### Histopathologie

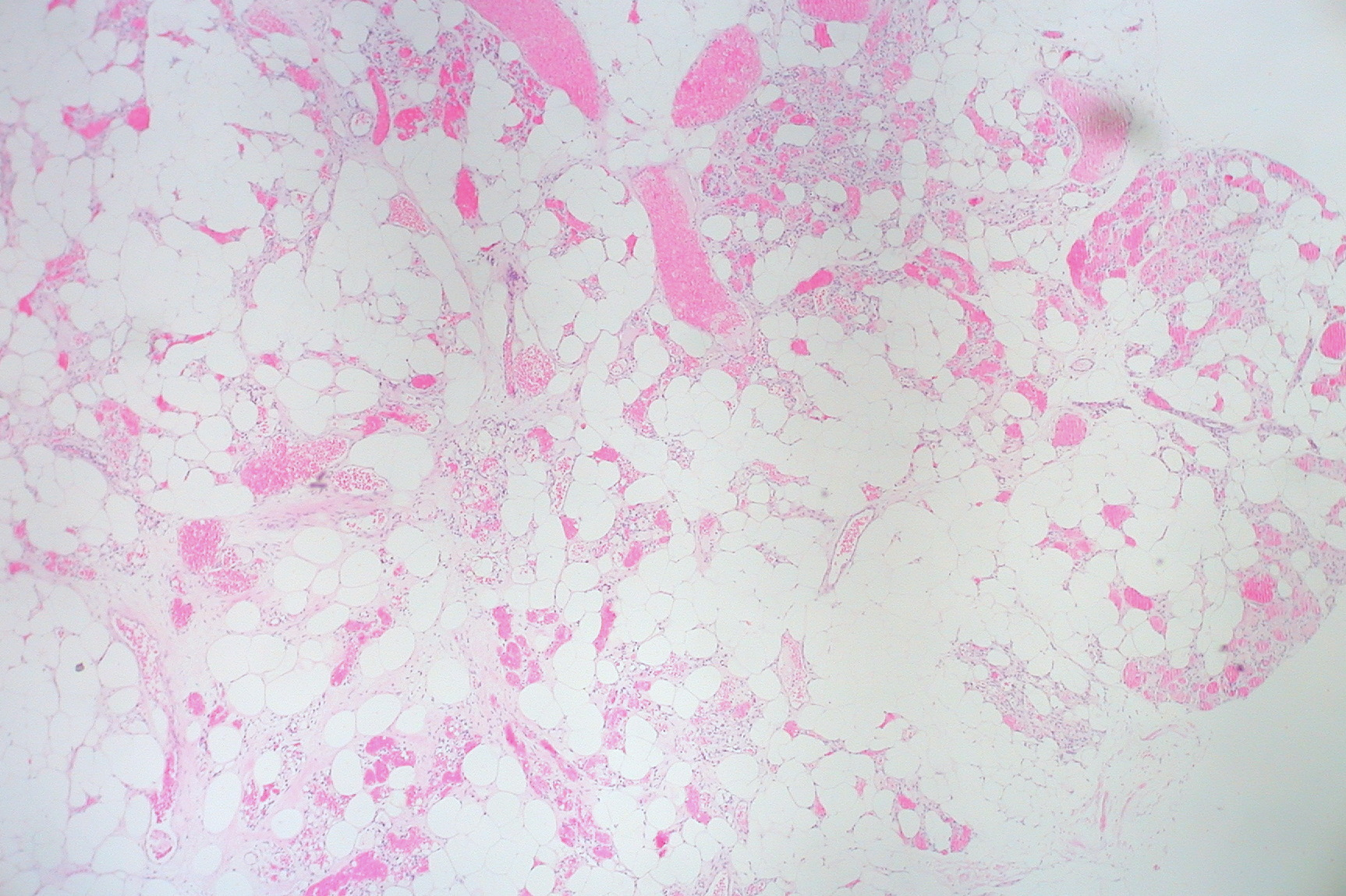
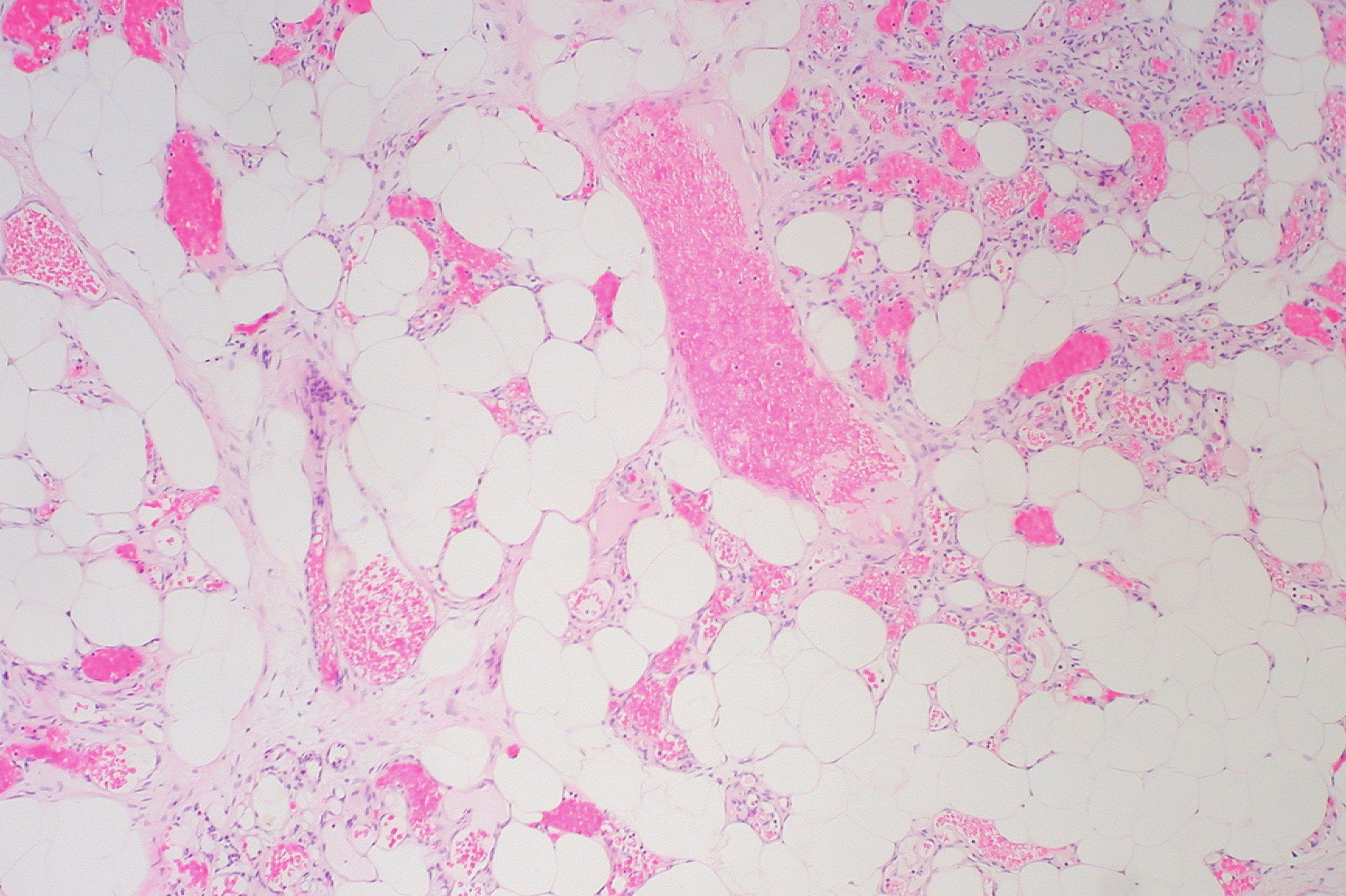
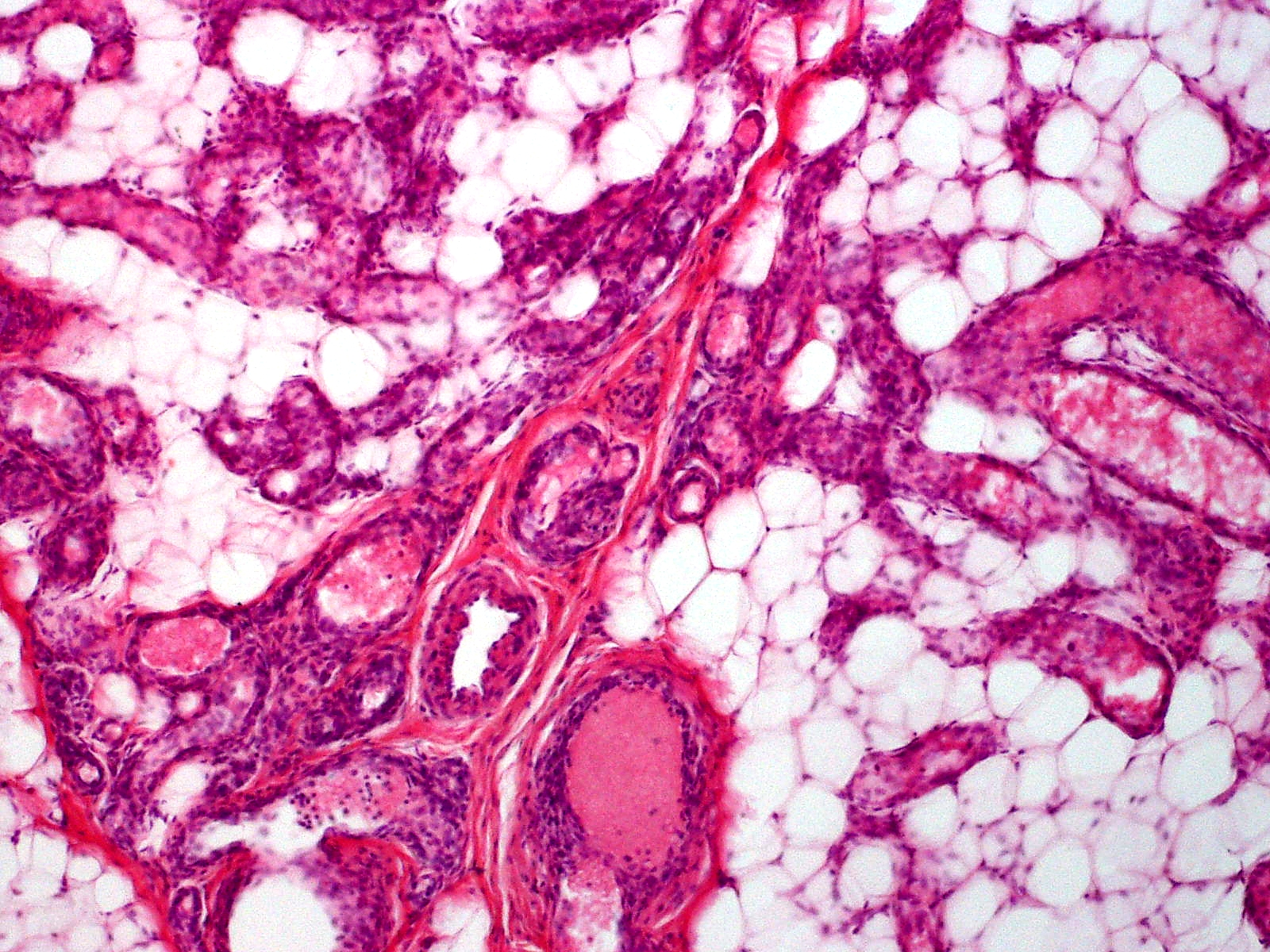
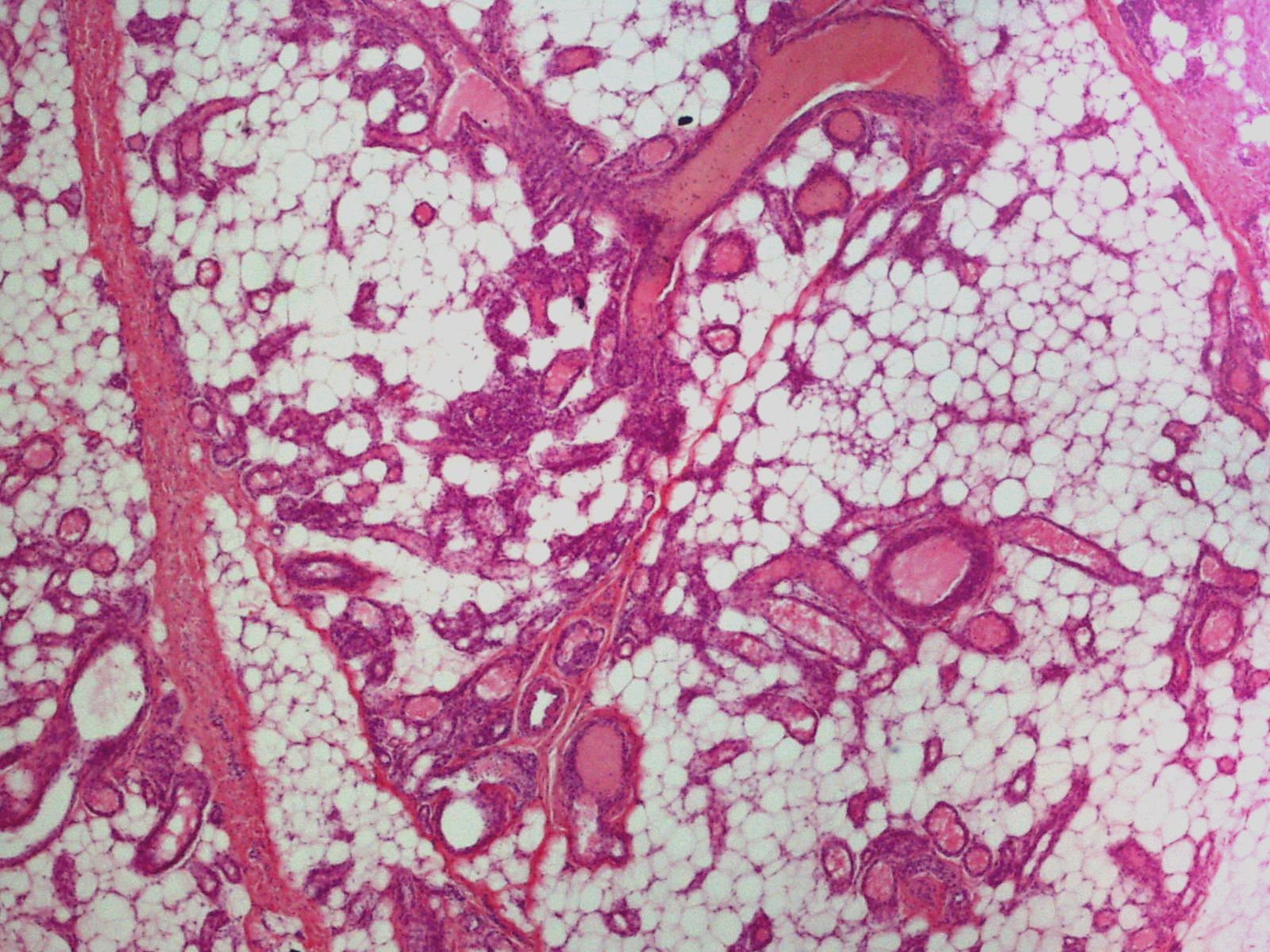

## Diagnostic différentiel
- Sarcome de Kaposi
- Angiosarcome